# Ctenogobiops tangaroai
Ctenogobiops tangaroai is een straalvinnige vissensoort uit de familie van grondels (Gobiidae). De wetenschappelijke naam van de soort is voor het eerst geldig gepubliceerd in 1977 door Lubbock & Polunin.